# Die Sendung mit der Maus
Die Sendung mit der Maus (Sändningen med musen) är ett klassiskt barnprogram i ARD, från 1971. Det skapades av Dieter Saldecki, Gert Kaspar Müntefering och Armin Maiwald 1971 och går sedan dess varje söndag i ARD och KI.KA. Serien produceras gemensamt av WDR, RBB, SR och SWR.

## Koncept
Episoder, som var tar trettio minuter är en blandning av „Lach- und Sachgeschichten“, skratthistorier och faktaberättelser. Skratthistorier är olika format så som tecknade filmer och serier eller teater med marionetter. Ofta är serier som är med i programmet också kända utanför „Musen“. Skratthistoriernas funktion är att underhålla och ge tid för att tänka. Mest känd är "Musen" för formatet faktaberättelser. Faktaberättelser förklarar olika sammanhang på ett förståeligt sätt. Exempel på teman är hur en diskmaskin fungerar eller hur ränderna kommer in i tandkrämen. Oftast besvaras insändarfrågor av programmets åskådare. Faktaberättelser och skratthistorier emellan sänds korta tecknade klipp där musen, elefanten och ankan upplever olika vardagsäventyr tillsammans.
Låten Schnappi, das kleine Krokodil komponerades för Die Sendung mit der Maus.
1. 1 2 3 4  hämtat från: tyskspråkiga Wikipedia.[källa från Wikidata]
2. ↑  hämtat från: spanskspråkiga Wikipedia.[källa från Wikidata]
3. 1 2  hämtat från: engelskspråkiga Wikipedia.[källa från Wikidata]